# Donald Trunkey
Donald Dean Trunkey (* 23. Juni 1937 in Oakesdale, Washington; † 1. Mai 2019 in Post Falls, Idaho) war ein US-amerikanischer Chirurg (Traumatologie).
Trunkey studierte ab 1955 an der Washington State University und ab 1959  an der University of Washington Medical School (M. D. Abschluss 1963). Er begann seine Facharztausbildung als Chirurg (Internship) 1963 an der University of Oregon Medical School bei J. Englebert Dunphy. Anschließend war er zwei Jahre in Deutschland im Dienst der US Army. Er setzte die Ausbildung 1966 bis 1970 an verschiedenen Hospitälern der University of California (San Francisco) fort (Residency), bei Dunphy und am San Francisco General Hospital (SFGH) bei dem Chirurgen F. William Blaisdell, der auf Trauma-Chirurgie spezialisiert war. Danach war er an der University of Texas Trauma Unit am Parkland Hospital in Dallas bei Tom Shires, wo er Grundlagenforschung betrieb, was er danach am SFGH mit einem Stipendium der National Institutes of Health fortsetzte.  Ab 1971 war er Assistant Professor (für chirurgische Forschung) an der University of Texas in Dallas (Southwestern Medical School) und ab 1972 an der University of California, San Francisco. Dort wurde er 1976 Associate Professor und 1979 Professor. 1973 bis 1976 leitete er die Chirurgie am Mission Emergency Hospital in San Francisco und 1978 bis 1986 am San Francisco General Hospital (SFGH). Ab 1986 war er Professor und bis 2001 Leiter der Chirurgie an der Oregon Health Sciences University. Ab 2007 war er dort Professor Emeritus.
Trunkey befasste sich vor allem mit Schock und dessen Auswirkungen auf zellulärer Ebene und im Immunsystem. Er spielte eine wesentliche Rolle in der Entwicklung von Standards für und den Aufbau von spezialisierten Trauma-Zentren in den USA. Er begann damit am Trauma-Zentrum des San Francisco General Hospital Anfang der 1970er Jahre. Mit John West veröffentlichte er eine grundlegende Vergleichsstudie über Todesraten von Trauma-Patienten im San Francisco General Hospital (mit spezialisierter Trauma-Einheit) und in kommunalen Krankenhäusern wie im kalifornischen Orange County (Kalifornien) (wo West eine private chirurgische Ambulanz hatte), die einen großen Einfluss hatte. Trunkey veröffentlichte mit anderen 1976 eine Empfehlung Optimal Hospital Resources for the Injured Patient und stand 1982 bis 1986 dem Trauma-Komitee der American College of Surgeons (ACS) vor, das eine Durchsetzung dieser Empfehlungen betrieb (Einstufung von Krankenhäuser in Kategorien je nach Erfüllung der Kriterien und mit dem Spezialkurs Advanced Trauma Life Support, ATLS). Das spielte auch weltweit eine Vorreiterrolle.
2008 erhielt er zusammen mit Basil A. Pruitt den König-Faisal-Preis für Medizin. 2008 wurde er Präsident der American Surgical Association, 1999 war er Präsident der International Society of Surgery und der International Surgical Group, 1989 war er Gründungspräsident der International Association for the Surgery of Trauma and Intensive Care und 1986/87 war er Präsident der American Association for the Surgery of Trauma. Er war Ehrenmitglied des Royal College of Surgeons of England (deren Medaille er 1987 erhielt), des Royal College of Surgeons of Edinburgh, des Royal College of Surgeons in Ireland, des Royal Australasian College of Surgeons und korrespondierendes Mitglied der Deutschen Gesellschaft für Unfallchirurgie.

## Schriften
- mit Frank R. Lewis: Current Therapy on Trauma, Mosby, 4. Auflage 1998
- mit Lewis Flint, J. Wayne Meredith, C. William Schwab, Loring Rue, Paul A. Taheri (Herausgeber) Trauma: contemporary principles and therapy, Lippincott Williams and Wilkins 2007
- mit L. D. Britt, David Feliciano (Herausgeber): Acute Care Surgery: Principles and Practice, Springer 2007
- mit F. William Blaisdell (Herausgeber): Abdominal Trauma, 2 Bände, G. Thieme Verlag, 1982, 1993
- mit F. William Blaisdell (Herausgeber): Cervicothoracic Trauma, G. Thieme Verlag 1986
- dieselben (Herausgeber): Urogenital Trauma, Thieme-Stratton 1985
- mit John Mills, Mary T. Ho (Herausgeber): Current emergency diagnosis and treatment, 5 Bände, Los Altos, Kalifornien, Lange Medical Publ., 1983 bis 2004